# Aptoceras albosignatus
Aptoceras albosignatus är en insektsart som beskrevs av Marius Descamps 1981. Aptoceras albosignatus ingår i släktet Aptoceras och familjen gräshoppor. Inga underarter finns listade i Catalogue of Life.